# أمازون كيندل

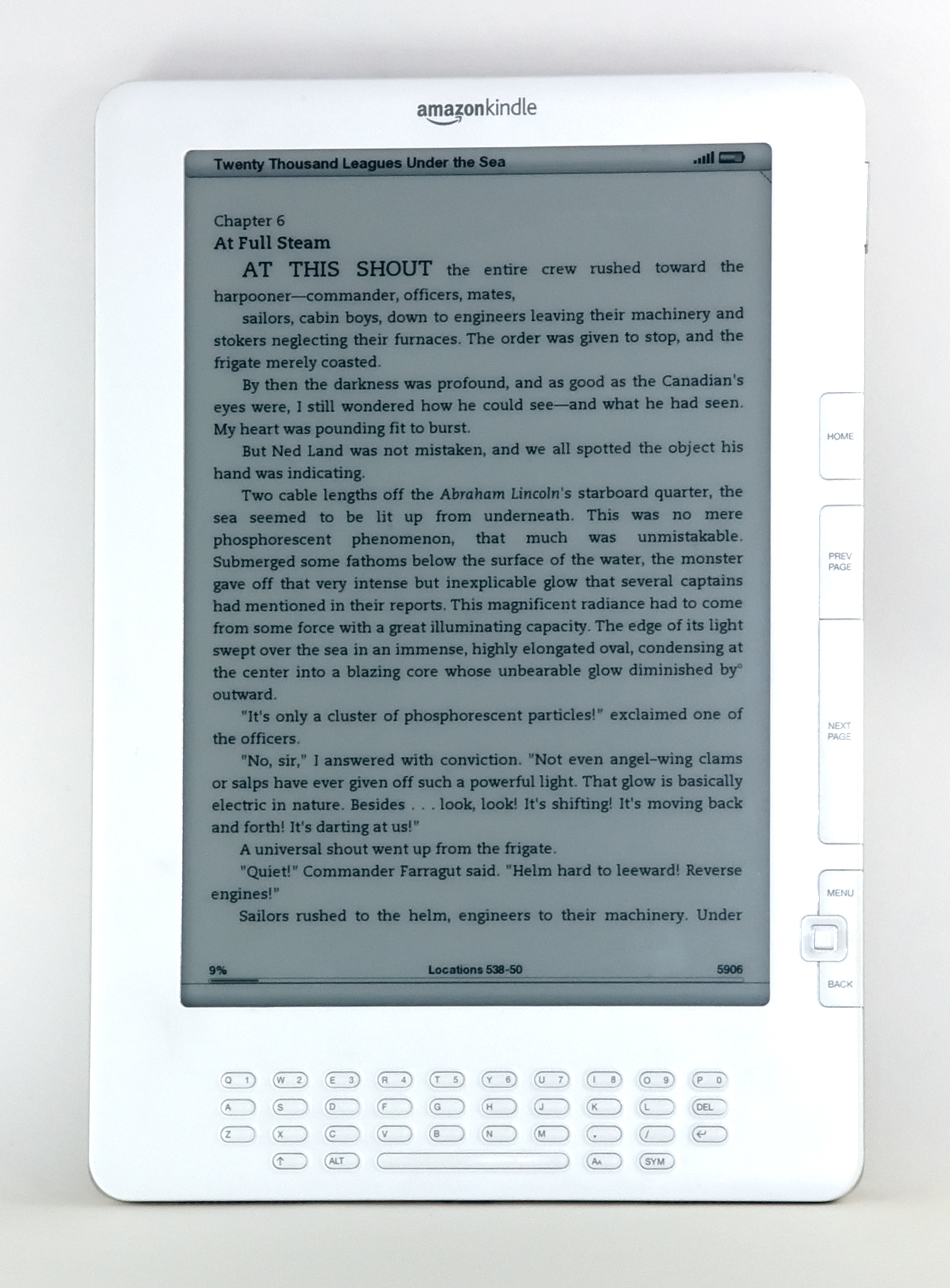
واجهة أمازون كيندل DX

أمازون كيندل (بالإنجليزية: Amazon Kindle)‏ هو نظام من برامج وأجهزة وضعته شركة لاب126 التابعة لشركة أمازون لقراءة الكتب الإلكترونية وغيرها من الوسائط الرقمية. تدعمه أربع أجهزة تعرف باسم «كيندل»، «كيندل 2»، «كيندل DX»، «كيندل 3» مثل آيفون والتي أطلقت عليه «كيندل فور آيفون».
صدر الجهاز الأول في الولايات المتحدة في 19 نوفمبر 2007.
تستخدم أجهزة كيندل تقنية الحبر الإلكتروني لعرض الصفحة الإلكترونية، ولتنزيل المحتوى عبر شبكة لاسلكية خاصة تُدعى: أمازون ويسبرنت باستخدام شبكة Sprint EVDO ‏إيف دو ريف بي(الإصدار الدولي الذي يستخدم شبكة AT&T's محليا ودوليا).
أجهزة كيندل يمكن استخدامها بدون جهاز كمبيوتر، كما أن ويسبرنت تستخدم بدون أي رسوم.
توفر هذه الأجهزة أيضا حرية الوصول إلى شبكة الإنترنت.
كانت تباع أجهزة كيندل قبل 19 أكتوبر 2009 في الولايات المتحدة فقط. يوم 7 أكتوبر 2009، أعلن أمازون عن إصدار دولي من كيندل2 مع مودم لاسلكي built-in 3G (HSDPA) and EDGE/GSM يتيح الاتصال بأكثر من 100 بلد، والذي تم طرحة للبيع 19 أكتوبر 2009 في جميع أنحاء العالم.
في 3 مارس 2009، بدأ Amazon.com تطبيق بعنوان كيندل آيفون في أبل ستور لأصحاب جهاز آيفون وآي بود تاتش لقراءة محتوى كيندل. من خلال تقنية تسمى "Whispersync " يمكن للعملاء البقاء في أماكانهم عبر أجهزة كيندل وغيرها من الأجهزة النقالة.
أعلنت أمازون عن كيندل DX في 6 مايو 2009. يتمتع هذا الجهاز بشاشة أكبر من سابقاتها، ويدعم ملفات PDF الأصلية. وهو أكثر ملائمة لعرض محتوى الصحف والكتب.
تتنافس كيندل مع غيرها من أجهزة الصفحة الإلكترونية ورق إلكترونيمثل: سوني ريدرو iRex iLiad ‏ وJinke Hanlin e-Readerو CyBook ‏ من Bookeen.

## الإصدارات

### كيندل الأصلي

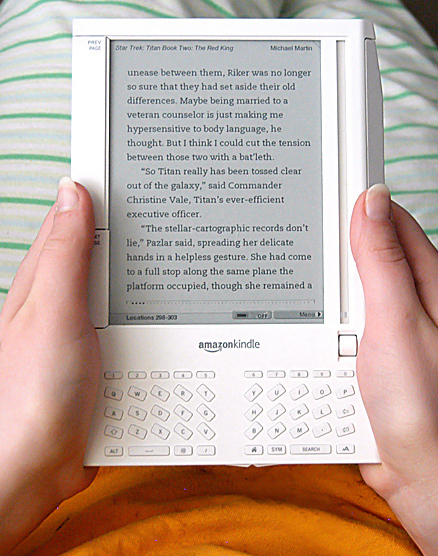
كيندل1

باعت أمازون أول عرض لكيندل في نوفمبر 2007 خلال خمس ساعات ونصف الساعة ، ثم نفذ الجهاز من المتجر لمدة خمسة أشهر حتى أواخر نيسان / أبريل 2008.
يتميز الجهاز كيندل بقطر مقداره 6 بوصات، و4 مستويات من عرض تدرجات الرمادي grayscale display، معروض للبيع بسعر الدولار الأمريكي399 دولارا أمريكيا؛ ثم خفض أمازون السعر إلى 359 دولارا، وأخيرا 299 دولارا. الذاكرة الداخلية لأمازون كيندل1 سعة 250 ميغابايت تحمل ما يقرب من 200 عنوان بدون صور، كما أنها قابلة للتوسع باستخدام بطاقة الذاكرة SD. هذا النموذج لم يعد متوفرا، وحل محله كيندل2.
يعمل ويسبرنت داخل الولايات المتحدة فقط، ولكن يمكن تحميل المحتوى من أمازون عبر الإنترنت. كما أن أمازون لا يبيع كيندل الأصلي خارج الولايات المتحدة. تأخرت خطط إطلاقه في المملكة المتحدة وبلدان أوروبية أخرى بسبب مشكلات في تشغيل شبكات لاسلكي مناسبة.

### كيندل 2
في 9 فبراير 2009، أعلن أمازون عن كيندل2 الذي أصبح متاحا للشراء في 23 فبراير 2009 بسعر 359 دولارا. يتميز كيندل2 ب 16 مستوى من grayscale display، وعمر أطول للبطارية، و 20 في المئة سرعة أكبر لتجديد الصفحة، إمكانية تحويل النص إلى صوت لقرائته بصوت عال،  أما السمك الكلي انخفض من 0.8 إلى 0.36 بوصة (9.1 ملم). تبلغ سعة الذاكرة الداخلية لكيندل2 اثنان غيغابايت منها 1.4 غيغابايت يدخلها المستخدم. يتوقع أمازون أن كيندل2 سيحمل نحو 1500 كتاب بدون صور. خلافا لكيندل الأصلي، كيندل2 ليس به فتحة لبطاقات الذاكرة SD. للتسويق لكيندل الجديد، جعل الكاتب ستيفن كينغ UR، روايته الجديدة آنذاك UR، متاحة حصريا من خلال متجر كيندل. هذا الموديل لا يزال متوفر كبديل للأحدث منه ولكن كيندل DX أكبر منه بكثير، يوم 8 يوليو 2009، خفض أمازون سعر كيندل2 إلى 299 دولارا. وفي 6 أكتوبر 2009 انخفض سعره ثانية إلى 259 دولارا. وفي 7 أكتوبر 2009، أعلن أمازون عن بداية بيع نسخة دولية من كيندل ستعمل في أكثر من 100 دولة، وذلك ابتداء من 19 أكتوبر 2009 
وفقا لاستعراض مبكر من آيفكست، يتميز كيندل2 بمعالج Freescale 532 MHz, ARM-11 90 nm، وذاكرة رئيسية سعة 32 ميغابايت، وسعة تخزين moviNAND flash تبلغ 2 غيغابايت، وبطارية ليثيوم بوليمر a 3.7 V 1530 mAh.

### كيندل DX
في 6 مايو 2009، أعلن أمازون عن كيندل DX بسعر 489 دولارا.وهو أول موديل لكيندل به عداد سرعة، وتغير تلقائى للصفحات بالتناوب بين المناظر الطبيعية والصور إذا كان الجهاز موجه في اتجاهها. يزيد سمكه قليلا عن 1⁄3 بوصة (حوالي 8.5 ملم)، به سعة تخزين 4 جيجابايت (3.3 غيغابايت للمستخدم)، ويحمل ما يقرب من 3500 كتاب إلكترونى بدون صور، ويبلغ طوله 9.7 بوصة (24.6 سم) مع عرض 1200 × 824 بكسل، وبطارية تدوم «حتى» 4 أيام بالاستخدام اللاسلكي أو أسبوعان أوف لاين. يدعم DX ملفات PDF الأصلية، وبه مكبرات صوت ستيريو، سي دي إم أيه 2000وتكنولوجيا لاسلكي 1xRTT احتياطيا عندما يكون EVDO غير متاح. وهو مثل كيندل2، لا يوجد له فتحة بطاقة الذاكرة SD. صدر هذا الموديل في 10 يونيو 2009.

### كيندل 3 (أو الجيل الثالث)
بدأ شحنه وتوزيعه في 1 سبتمبر 2010، وأعلن عنه قبل ذلك للشراء بواسطة الحجز المسبق.
وهو يتميز بميزات جديدة كثيرة.
فمن ميزاته أنه يدعم المزيد من الخصائص على ملفات PDF مثل بقية الصيغ النصية مثل:
- التعليم على نصوص الكتاب (Highlight).
- إضافة التعليقات (Notes) في مواضع مختارة من الكتاب.
- عرض معاني الكلمات تحت المؤشر من القاموس (The New Oxford American Dictionary) المرفق مع الجهاز.
- تعديل التباين (Contrast) وهو تفتيح وتغميق النصوص. والميزة الأخيرة جديدة تماما على الجهاز ككل.

## المحتوى
يمكن للمستخدمين تنزيل المحتوى من أمازون وبعض مزودى محتوى كيندل بتنسيق كيندل (AZW)، أو تحميل محتوى في تنسيقات مختلفة من جهاز كمبيوتر. ' تحظر شروط استخدام كيندل نقل كتب أمازون الإلكترونية لمستخدم آخر أو لنوع اّخر من الأجهزة.
يمكن للمستخدمين اختيار مواد للقراءة من خلال كيندل أو من خلال جهاز كمبيوتر في متجر أمازون كيندل، كما يمكن تحميل المحتوى من خلال متجر كيندل، والذي كان لديه عند إطلاق كيندل أكثر من 88,000 عنوان رقمي متاح للتحميل، ويتزايد متطردا حتى وصل إلى أكثر من 275,000 في أواخر عام 2008. اعتبارا من 1 يوليو 2009، كان هناك أكثر من 300,000 كتابا متاحا للتحميل. عرضت إصدارات أواخر 2007 الجديدة وكذلك كتب «نيويورك تايمز» الأكثر مبيعا مقابل حوالي 10 دولارت أمريكية، كما عرضت الفصول الأولى من العديد من الكتب كنماذج مجانية. ويتاح كثير من العناوين الاّن بما في ذلك بعض الكلاسيكيات في النطاق العام، وكانت تقدم مجانا أو بسعر منخفض لارتباطها بتكلفة تحويل الكتاب إلى شكل كيندل.تتراوح تكلفة صحيفة الاشتراكات بين 5.99 دولارا و 14.99 دولارا في الشهر، وتتراوح المجلات بين 1.25 دولارا و 3.49 دولارا في الشهر، أما المدونات تتراوح بين 0.99 دولارا - 1.99 دولارا شهريا.
يشترك أمازون شهريا في خدمة RSS لاختيار المدونات، على الرغم من ذلك يمكن للمستخدمين استخدام متصفح الشبكة التجريبي للانتقال إلى المدونات وقرائتها أو أي من صفحات الويب الأخرى مجانا.
يباع الجهاز مع طبعة إلكترونية لكتيب الاستخدام وقاموس أكسفورد الأمريكي الجديد. ولكن لا يمكن استخدام القاموس بلغة أخرى غير الإنجليزية مثل «قاموس البحث الافتراضي». يأمل العديد من المستخدمين تصحيح ذلك[بحاجة لمصدر]، ولا سيما في تشرين الأول / أكتوبر 2009 عند إصدار النسخة الدولية من كيندل. كما يحتوي كيندل على ميزات عديدة تجريبية مجانية، بما في ذلك متصفح الويب الأساسي.
كما يمكن للمستخدمين تشغيل الموسيقى من ملفات MP3 بترتيب عشوائي في الخلفية. نظام تشغيل تحديث النظام تم تصميمه ليتم لاسلكيا ويثبت تلقائيا.

### تنسيقات الملفات
يدعم كيندل الأصلي كتب Mobipocket غير المحمية (MOBI, PRC)، وملفات النص العادي (TXT)، وكتب أمازون بتنسيق (إدارة الحقوق الرقميةDRM-restricted format (AZW. في حين أنه لا يدعم تنسيق ملفات (PDF) تماما، ولكن أمازون وفر إمكانية التحويل التجريبي إلى تنسيق AZW الأصلي  مع التحذير من أن ليس كل PDFs يمكن تنسيقها بشكل صحيح. يقدم أمازون خدمة بريد إلكتروني تحول رسومات جيه بيه إيه جيJPEG, GIF, PNG, and BMP إلى AZW. كما سيحول أمازون صفحات لغة ترميز النص الفائق ومستندات مايكروسوفت وورد (DOC) باستخدام نفس اّلية البريد الإلكتروني، والتي سترسل الملفات بتنسيق كيندل إلى الجهاز مباشرة مقابل 0.15 دولارا لكل ميغابايت أو إلى حساب البريد الإلكتروني الشخصى مجانا. يمكن للمستخدمين أيضا تحويل PDF وغيرها من الملفات إلى الجيل الأول من التنسيقات التي يدعمها كيندل باستخدام البرمجيات third-party software. يدعم كيندل الأصلي إمكانية الصوت في شكل إم بي 3 وإمكانية سماع الكتب السمعية (الإصدارات 2 و 3 و 4)، والتي كان لا بد من نقلهم إلى كيندل من خلال USB أو بطاقة SD.
في البداية، كان كيندل1 يدعم فقط المحتوى بأحرف الايزو /IEC 8859-1#ISO-8859-1|ISO 8859-1 (Latin 1) character set؛ ولا يدعم اليونيكودUnicode characters ولا non-Western characters.أضاف التحديث الذي جرى في فبراير 2009 مجموعة أحرف إضافية، منها ISO 8859-16.
دعم كيندل2 تنسيق (Audible Enhanced (AAX، ولكنه توقف عن دعم الإصدارات 2 و 3 المسموعة. استخدام متصفح الشبكة التجريبي جعل من الممكن تحميل الكتب مباشرة على كيندل (بتنسيق MOBI, PRC and TXT فقط). يمكن استخدام الارتباطات التشعبية في ملف Mobipocket لتحميل الكتب الإلكترونية، ولكن لا يمكن استخدامها للإشارة للكتب المرجعية المخزنة في ذاكرة كيندل. دعم كيندل DX ملفات PDF.

### تعليقات المستخدم
يمكن للمستخدمين وضع علامة عند صفحة معينة (bookmark)، أو تظليل أجزاء من المحتوى (highlight)، أو البحث داخل المحتوى. كما يمكن طوى زوايا الصفحات للمرجعية، وإضافة الملاحظات على المحتوى.توجد قائمة خيارات أثناء فتح الكتاب على الشاشة، تسمح للمستخدمين البحث عن مرادفات وتعاريف من القواميس المدرجة. كما يتذكر الجهاز اّخر صفحة قرأت من كل كتاب. ويمكن حفظ الصفحات في شكل «قصاصة»، أو ملف نصي يحتوي على نص الصفحة المعروضة حاليا. تجمع كل القصاصات في ملف واحد، ويمكن نقلها على USB.